# Worsthorne-with-Hurstwood
Worsthorne-with-Hurstwood – civil parish w Anglii, w Lancashire, w dystrykcie Burnley. W 2011 civil parish liczyła 2963 mieszkańców.